# بارك فورست (بنسلفانيا)
بارك فورست (بالإنجليزية: Park Forest Village CDP, Pennsylvania)‏ هي قرية تقع بولاية بنسلفانيا في الولايات المتحدة. تبلغ مساحتها 6.35 كم2، وترتفع عن سطح البحر 411.48 م، بلغ عدد سكانها 9,660 نسمة في عام 2010 حسب إحصاء مكتب تعداد الولايات المتحدة وتصل الكثافة السكانية فيها 1,521.3 نسمة لكل كيلومتر مربع (3,940.1/ميل2).

## التركيبة السكانية
حدّد مكتب تعداد الولايات المتحدة بيانات التركيبة السكانية لبارك فورست في تعداد الولايات المتحدة. في ما يلي، التركيبة السكانية حسب تعدادي 2000 و2010.

### تعداد عام 2000
بلغ عدد سكان بارك فورست 8,830 نسمة بحسب تعداد عام 2000، وبلغ عدد الأسر 3,388 أسرة وعدد العائلات 2,125 عائلة مقيمة في القرية. في حين سجلت الكثافة السكانية 1,390.6 نسمة لكل كيلومتر مربع (3,601.6/ميل2). وبلغ عدد الوحدات السكنية 3,473 وحدة بمتوسط كثافة قدره 546.9 لكل كيلومتر مربع (1,416.5/ميل2).
وتوزع التركيب العرقي للقرية بنسبة 84.78% من البيض و2.94% من الأمريكيين الأفارقة و0.12% من الأمريكيين الأصليين و9.13% من الأمريكيين ذوي الأصول الآسيوية و0.10% من سكان جزر المحيط الهادئ و0.69% من الأعراق الأخرى و2.23% من عرقين مختلطين أو أكثر و2.60% من الهسبانيون أو اللاتينيون من أي عرق.
بلغ عدد الأسر 3,388 أسرة كانت نسبة 33.5% منها لديها أطفال تحت سن الثامنة عشر تعيش معهم، وبلغت نسبة الأزواج القاطنين مع بعضهم البعض 54.6% من أصل المجموع الكلي للأسر، ونسبة 6.3% من الأسر كان لديها معيلات من الإناث دون وجود شريك، بينما كانت نسبة 1.8% من الأسر لديها معيلون من الذكور دون وجود شريكة وكانت نسبة 37.3% من غير العائلات. تألفت نسبة 21.2% من أصل جميع الأسر من عدة أفراد يعيشون في نفس المنزل ونسبة 3.8% كانت تتألف من شخص يعيش بمفرده يبلغ من العمر 65 عاماً أو أكثر. وبلغ متوسط حجم الأسرة المعيشية 2.60، أما متوسط حجم العائلات فبلغ 3.00.
بلغ العمر الوسطي للسكان 29.6 عاماً. وكانت نسبة 22.7% من القاطنين تحت سن الثامنة عشر، وكانت نسبة 20.5% بين الثامنة عشر والرابعة والعشرين عاماً، ونسبة 28% كانت واقعةً في الفئة العمرية ما بين الخامسة والعشرين والرابعة والأربعين عاماً، ونسبة 21.2% كانت ما بين الخامسة والأربعين والرابعة والستين، ونسبة 7.3% كانت ضمن فئة الخامسة والستين عاماً فما فوق. يوجد لكل 100 أنثى 103.2 ذكر، ويوجد لكل 100 أنثى في الثامنة عشر من عمرها فما فوق 101.9 ذكر.
بلغ متوسط دخل الأسرة في القرية 47,589 دولارًا، أما متوسط دخل العائلة فبلغ 67,981 دولارًا. وكان متوسط دخل الذكور 51,953 دولارًا مقابل 23,514 دولارًا للإناث. وسجل دخل الفرد الخاص بالقرية 24,425 دولارًا. وكانت نسبة 7.8% من العائلات ونسبة 17.2% من السكان تحت خط الفقر، وكان من هؤلاء نسبة 10.3% تحت سن الثامنة عشر ونسبة 3.6% في الخامسة والستين من العمر وما فوق.

### تعداد عام 2010
بلغ عدد سكان بارك فورست 9,660 نسمة بحسب تعداد عام 2010، وبلغ عدد الأسر 3,923 أسرة وعدد العائلات 2,092 عائلة مقيمة في القرية. في حين سجلت الكثافة السكانية 1,521.3 نسمة لكل كيلومتر مربع (3,940.1/ميل2). وبلغ عدد الوحدات السكنية 4,029 وحدة بمتوسط كثافة قدره 634.5 لكل كيلومتر مربع (1,643.3/ميل2).
وتوزع التركيب العرقي للقرية بنسبة 81.66% من البيض و3.83% من الأمريكيين الأفارقة و0.07% من الأمريكيين الأصليين و10.81% من الأمريكيين ذوي الأصول الآسيوية و0.03% من سكان جزر المحيط الهادئ و1% من الأعراق الأخرى و2.60% من عرقين مختلطين أو أكثر و3.24% من الهسبانيون أو اللاتينيون من أي عرق.
بلغ عدد الأسر 3,923 أسرة كانت نسبة 23.7% منها لديها أطفال تحت سن الثامنة عشر تعيش معهم، وبلغت نسبة الأزواج القاطنين مع بعضهم البعض 43.9% من أصل المجموع الكلي للأسر، ونسبة 6.8% من الأسر كان لديها معيلات من الإناث دون وجود شريك، بينما كانت نسبة 2.6% من الأسر لديها معيلون من الذكور دون وجود شريكة وكانت نسبة 46.7% من غير العائلات. تألفت نسبة 24% من أصل جميع الأسر من عدة أفراد يعيشون في نفس المنزل ونسبة 6.4% كانت تتألف من شخص يعيش بمفرده يبلغ من العمر 65 عاماً أو أكثر. وبلغ متوسط حجم الأسرة المعيشية 2.45، أما متوسط حجم العائلات فبلغ 2.87.
بلغ العمر الوسطي للسكان 28.9 عاماً. وكانت نسبة 17% من القاطنين تحت سن الثامنة عشر، وكانت نسبة 25% بين الثامنة عشر والرابعة والعشرين عاماً، ونسبة 25.9% كانت واقعةً في الفئة العمرية ما بين الخامسة والعشرين والرابعة والأربعين عاماً، ونسبة 21.4% كانت ما بين الخامسة والأربعين والرابعة والستين، ونسبة 10.6% كانت ضمن فئة الخامسة والستين عاماً فما فوق. وتوزع التركيب الجنسي للسكان بنسبة 51.3% ذكور و48.7% إناث.